# Glenavon Football Club
Il Glenavon Football Club, meglio noto semplicemente come Glenavon, è una società calcistica nordirlandese con sede nella città di Lurgan.

La squadra è stata fondata nel 1889 e disputa le sue partite casalinghe nello stadio Mourneview Park di Lurgan, nella contea di Armagh. Il Glenavon ha partecipato due volte alla Coppa dei Campioni.

## Rosa attuale
| N. |                             | Ruolo | Calciatore      |
| -- | --------------------------- | ----- | --------------- |
| 1  | Irlanda del Nord (bandiera) | P     | Alan Blayney    |
| 3  | Irlanda del Nord (bandiera) | D     | Kyle Neill      |
| 4  | Irlanda del Nord (bandiera) | D     | Eddie McCallion |
| 5  | Irlanda del Nord (bandiera) | D     | William Murphy  |
| 6  | Irlanda del Nord (bandiera) | D     | Kris Lindsay    |
| 7  | Irlanda del Nord (bandiera) | C     | Andy Kilmartin  |
| 8  | Irlanda del Nord (bandiera) | A     | Gary Hamilton   |
| 9  | Irlanda (bandiera)          | A     | Darren Forsyth  |
| 10 | Irlanda del Nord (bandiera) | A     | Eoin Bradley    |
| 12 | Irlanda del Nord (bandiera) | C     | Mark Patton     |
| 14 | Irlanda del Nord (bandiera) | C     | Mark Sykes      |
| 15 | Irlanda (bandiera)          | D     | Conor Dillon    |
| 16 | Irlanda del Nord (bandiera) | C     | Ciaran Caldwell |

| N. |                             | Ruolo | Calciatore      |
| -- | --------------------------- | ----- | --------------- |
| 17 | Irlanda del Nord (bandiera) | C     | Andy McGrory    |
| 20 | Irlanda del Nord (bandiera) | D     | Rhys Marshall   |
| 21 | Irlanda del Nord (bandiera) | D     | Gareth McKeown  |
| 22 | Irlanda del Nord (bandiera) | A     | Kevin Braniff   |
| 24 | Irlanda (bandiera)          | C     | Ciarán Martyn   |
| 25 | Irlanda del Nord (bandiera) | D     | Jordan Dane     |
| 27 | Irlanda del Nord (bandiera) | D     | James Singleton |
| 28 | Irlanda del Nord (bandiera) | A     | Andrew Hoey     |
| 33 | Irlanda del Nord (bandiera) | P     | James McGrath   |

## Statistiche europee
| Stagione | Competizione       | Turno | Avversario             | Andata   | Ritorno  | Totale        |
| -------- | ------------------ | ----- | ---------------------- | -------- | -------- | ------------- |
| 1957–58  | European Cup       | PR    | AGF                    | 0–3      | 0–0      | 0–3           |
| 1960–61  | European Cup       | PR    | Wismut Karl Marx Stadt | rinuncia | rinuncia | N/A           |
| 1961-62  | Coppa delle Coppe  | PR    | Leicester              | 1-4      | 1–3      | 2-7           |
| 1977–78  | UEFA Cup           | 1R    | PSV                    | 2–6      | 0–5      | 2–11          |
| 1979–80  | UEFA Cup           | 1R    | Standard Liegi         | 0–1      | 0–1      | 0–2           |
| 1988-89  | Coppa delle Coppe  | 1R    | AGF                    | 1-4      | 1–3      | 2-7           |
| 1990–91  | UEFA Cup           | 1R    | Bordeaux               | 0–0      | 0–2      | 0–2           |
| 1991-92  | Coppa delle Coppe  | 1R    | Ilves Tampere          | 3-2      | 1-2      | 4-4 (gfc)     |
| 1992-93  | Coppa delle Coppe  | 1R    | Royal Antwerp          | 1-1      | 1-1      | 2-2 (1-3 dcr) |
| 1995–96  | UEFA Cup           | PR    | FH                     | 0–0      | 1–0      | 1–0           |
| 1995–96  | UEFA Cup           | 1R    | Werder Bremen          | 0–2      | 0–5      | 0–7           |
| 1997-98  | Coppa delle Coppe  | QR    | Legia Varsavia         | 1–1      | 0–4      | 1-5           |
| 2000     | Coppa Intertoto    | 1R    | Slaven Belupo          | 1–1      | 0–3      | 1-4           |
| 2001–02  | UEFA Cup           | QR    | Kilmarnock             | 0–1      | 0–1      | 0–2           |
| 2014–15  | UEFA Europa League | 1QR   | FH                     | 0–3      | 2–3      | 2–6           |
| 2015–16  | UEFA Europa League | 1QR   | Šachcër Salihorsk      | 1–2      | 0–3      | 1-5           |
| 2016–17  | UEFA Europa League | 1QR   | KR Reykjavík           | 1-2      | 0-6      | 1–8           |
| 2018–19  | UEFA Europa League | 1QR   | Molde                  | 2-1      | 1-5      | 3-6           |

## Palmarès

### Competizioni nazionali
- IFA Premiership: 3

1951-1952, 1956-1957, 1959-1960
- Irish Cup: 7

1956-1957, 1958-1959, 1960-1961, 1991-1992, 1996-1997, 2013-2014, 2015-2016
- Irish Football League Cup: 1

1989-1990
- IFA Charity Shield: 2

1992 (titolo condiviso), 2016
- Gold Cup: 4

1954-1955, 1956-1957, 1990-1991, 1997-1998

### Competizioni regionali
- City Cup: 5

1920-1921, 1954-1955, 1955-1956, 1960-1961, 1965-1966
- Ulster Cup: 3

1954-1955, 1958-1959, 1962-1963
- County Antrim Shield: 2

1990-1991, 1995-1996
- Mid-Ulster Cup: 17

1897-1898, 1901-1902, 1904-1905, 1906-1907, 1908-1909, 1910-1911, 1924-1925, 1925-1926, 1930-1931, 1932-1933, 1937-1938, 1983-1984, 1985-1986, 1988-1989, 1990-1991, 1998-1999, 2004-2005
- North-South Cup: 1

1962-1963

### Competizioni internazionali
- Floodlit Cup: 2

1988-1989, 1996-1997

### Altri piazzamenti
- Campionato nordirlandese:

Secondo posto: 1920-1921, 1954-1955, 1955-1956, 1957-1958, 1958-1959, 1976-1977, 1978-1979, 1989-1990, 1994-1995, 2000-2001
Terzo posto: 1950-1951, 1953-1954, 1977-1978, 1993-1994, 1999-2000, 2014-2015, 2015-2016, 2017-2018, 2018-2019
- Irish Cup:

Finalista: 1920-1921, 1921-1922, 1939-1940, 1954-1955, 1964-1965, 1987-1988, 1990-1991, 1995-1996, 1997-1998
- Irish Football League Cup:

Finalista: 2001-2002
Semifinalista: 1988-1989, 1995-1996, 1997-1998, 2012-2013, 2016-2017, 2023-2024

## Giocatori famosi
- Stewart Campbell
- Wilbur Cush
- Jim Harvey
- Jackie Denver
- Glenn Ferguson
- Jimmy Jones
- Stephen McBride
- Ray McCoy
- Gerry McMahon
- Norman Uprichard

## Allenatori
- Harry Walker (1950–54)
- Jimmy McAlinden (1954–68)
- Ted Smyth (1968)
- Joe Kinkead (1968–69)
- Jimmy Jones (1969–72)
- Eric Adair (1972–73)
- Brian Campbell (1974–75)
- Alan Campbell (1975–78)
- Billy McClatchey (1978–79)
- Billy Sinclair (1979–82)
- Terry Nicholson (1982–91)
- Alan Fraser (1991–94)

- Nigel Best (1994–98)
- Billy Hamilton (1998)
- Roy Walker (1998–00)
- Colin Malone (2000–03)
- Alfie Wylie (2003–04)
- Tommy Kincaid (2004–05)
- Jimmy Brown (2005–06)
- Colin Malone (2006–07)
- Terry Cochrane (2008)
- Stephen McBride (2008–09)
- Marty Quinn (2009–11)
- Gary Hamilton (2011–)